# Edgar de Glimes
Edgar Carl August Heinrich de Glimes (auch Deglimes) (* 31. Oktober 1871 in Hamburg; † 9. November 1941 in Lübeck) war ein deutscher Komponist und Pianist in Dresden.

## Werdegang
Edgar war der Sohn des Schiffszahlmeisters Paul Heinrich Wilhelm De Glimes und dessen Ehefrau Alma Marianne Justine Sophie, geborene Blasson. Die Eltern ließen sich später scheiden.
Im Dresdner Adressbuch tauchte eine Alma Marianne Justine de Glimes, bezeichnet als verwitwete Rentnerin, erstmals 1891 als Bewohnerin der Stadt in der Ostbahnstr. 7 auf. Es ist wahrscheinlich, dass der knapp 20-jährige Sohn Edgar zu dieser Zeit bei ihr wohnte. Später waren beide gemeinsam in der Dresdner Schumannstraße gemeldet.
Erstmals wurde Edgar de Glimes im März 1896 als Liedbegleiter der Sängerin Agnes Witting in der Dresdner Presse erwähnt.
Weiterhin war er auch als Musikkritiker tätig. So rezensierte er im Januar 1916 in der Stuttgarter Neuen Musikzeitung die Dresdner Aufführung der Oper „Hans Heiling“ von Heinrich Marschner.
In der gleichen Zeitschrift steuerte er als Komponist 1896 und 1914 kleine Stücke zu den beliebten Notenbeilagen bei.
Bertrand Roth führte ab 1896 Werke seines ehemaligen Schülers de Glimes in insgesamt fünf (36, 40, 104, 126 und 142) seiner 280 Musikmatineen auf.
1916 zog Alma de Glimes in die Dresdner Uhlandstraße 29. Wieder folgte ihr im Jahr darauf der Sohn. In dieser Zeit wurde er in der Presse auch als Preisträger in einem Wettbewerb des Dresdner Schach-Vereins erwähnt. Bis 1919 waren beide hier gemeldet. 
1903 hatte er in Dresden das Stubenmädchen Klara Elsa geborene Klemm (* 1879 in Dresden) geheiratet.
De Glimes starb 1941 im Alter von 70 Jahren in Lübeck. Er wurde auf dem Lübecker Friedhof Vorwerk bestattet.